# 防衛
防衛（ぼうえい、defence）は、国家が侵略を受けた際に自衛権を行使し、軍事力などを以って抵抗することである。

## 概要
防衛は一般的には相手の危害を防ぎ、自己を守ることである。軍事学においては自国へ先制攻撃してくる外国の侵略への反応的な行為であると考えられており、国防の主要な手段である。防衛は国家政策を呼称するものであり、作戦的には防勢、戦術的には防御と呼称する。防衛を目的に策定される政策は防衛政策であり、政府、軍隊、民間団体などの防衛活動は防衛政策に基づいて実行される。防衛活動は狭義には敵部隊の排除活動であるが、広義には抑止活動の概念をも含む。侵略の脅威があることを根拠としてこれを能動的に排除する政治目的で行われる予防攻撃は、相手国への先制攻撃であるために防衛ではない。

## 防衛力
防衛力とは防衛を行う国家の能力である。現代の戦争ではあらゆる手段が軍事的な目的のために使用されるため、防衛においても防衛力は軍事的な要素だけでなく政治的、地理的、経済的な要素も包括する。
- 軍隊は戦闘機能を果たし、軍事力に直接貢献する。
- 政治的リーダーシップは指揮管理機能を果たし、大局的な視点から防衛戦争を指導する。
- 情報・宣伝は情報機能を果たし、国家心理戦、諜報・諜報活動などに貢献する。
- 経済・産業は国家的な兵站機能を果たし、軍事力と国民生活の維持に貢献する。
- 地理は障害機能を果たし、障害地形は侵略軍の侵攻に対して具体的な障害となり、海洋や大陸との位置関係によって戦力が制限される。
- 民間防衛は防護機能を果たし、戦争によって生じる破壊や殺傷の被害を最小化することに貢献する。
- 社会・文化は人事機能を果たし、人口は兵員数を規定し、規範は国民士気に貢献し、教育は科学技術の水準に貢献する。

## 防衛形態
防衛はまず国際安全保障の見地から単独防衛、同盟、集団安全保障、中立・相互不可侵に分類される。
- 単独防衛は独自の防衛力を以って侵略を拒否・抵抗する防衛の方式である。
- 同盟は自国と特定の外国との軍事的な協力によって侵略を拒否・抵抗する防衛の方式である。
- 集団安全保障は集団内である国家が侵略を実行した際にその他の諸国が侵略を行った国家に軍事的措置を行うことによって被侵略国を防衛する方式である。
- 中立・相互不可侵とは単独防衛の方式に近く、あらゆる国際政治的な対立に関わらず、もし侵略行為があれば独自の防衛力を以って防衛する方式である。

防衛はさらに軍事的な見地から防衛線の位置で前方防衛、国境防衛、国土防衛と分かれる。
- 前方防衛とは敵を求めて国境よりも遠隔地に進み出て、侵略する敵を国土よりも遠隔地にて排除する防衛方式である。遠隔防衛とも言う。現代では公海上や自国領空、公空において行われる場合が多い[注 2]ため、しばしば海軍力や空軍力によって実行される。[注 3]
- 国境防衛は国境において侵略する敵を待ち受けてこれを排除する防衛方式である。しかし国境線に長大な築城を施すことは実践上問題があり、また侵略開始の際に第一線の部隊にはほぼ必ず損害が出るため、国境防衛を達成することは一般的に困難である。
- 国土防衛は国境を越えて国土に侵略する敵を排除する防衛方式である。国土が戦場になるため、被害が発生しやすい。また国土面積や地形を活用した防御を行いやすい。

## 防衛と政治
防衛において、政治が打ち出す政戦略は戦争指導に決定的な影響を与える。これは、その国の政軍関係政策にもよるが、現代の民主主義国家の多くが軍隊の最高指導者が政治家となっているためである。この政治的リーダーシップが明確な方向性を打ち出すことが出来て初めて軍隊に採るべき作戦戦略を決定させ、部隊の戦闘行動に大まかな指針を与える。
また国民士気や軍事要員の士気にも政治的リーダーシップが大きく関わっており、あらゆる方面での防衛活動を整合させるのに不可欠な要素である。

## 防衛と地理
防衛ではその国家の地理的に置かれている環境が常に重要になってくる。
国土の形態には、まず団塊形態と伸長形態があり、国土面積が等しくても
- 伸長形態の方が団塊形態よりも多大な軍備を要求する。

また海洋との位置関係では、その国土と海洋の接触する方向の数から
- 一海洋型、
- ニ海洋型、
- 三海洋型、
- 多海洋型

に大別され、陸上戦力の移動を阻み、海上戦力の移動経路となる。
大陸との位置関係ではその周囲の陸地との関係から、隣接的位置と
- 孤立的位置

に大別され、隣接的位置はその接触している方面の数から
- 一面的隣接関係、
- 二面的隣接関係、
- 多面的隣接関係

に分類される。
一般的に孤立的位置が最も陸上戦力の侵攻を阻むために防衛に適していると考えられる。
また地勢からは平地国と山地国に大別され、
- 山地国は総じて地形による侵略の障害が豊富であるが、攻勢転移がしばしば困難になる。
- また平地国は交通が便利であるために地勢が侵略を阻まない。